# Dieter Karow
Dieter Karow (* 5. Januar 1940; † 31. Mai 2018) war ein deutscher Fußballspieler. Er spielte in der DDR-Oberliga, der höchsten Spielklasse im DDR-Fußball, für den ASK Vorwärts Berlin und die BSG Lokomotive Stendal. Mit dem ASK wurde er 1962 DDR-Meister.

## Sportliche Laufbahn
Nachdem Dieter Karow zuvor in der Junioren-Mannschaft des Armeesportklubs (ASK) Vorwärts Berlin gespielt hatte, gab er am 15. November 1959 in der Begegnung BSG Chemie Zeitz – ASK (2:0) als Einwechselspieler für 32 Minuten sein Debüt in der DDR-Oberliga. Es blieb bei diesem einen Oberligaeinsatz in der Saison 1959 (Kalenderjahr-Saison), 1960 wurde er in Oberliga gar nicht eingesetzt. Erst in der Saison 1961/62, die wegen der Rückkehr zum Herbst-Frühjahr-Spielrhythmus von Januar 1961 bis Juni 1962 in der Oberliga mit 39 Spielen ausgetragen wurde, kehrte Karow in die höchste Spielklasse zurück. Zwischen dem 16. und 26. Spieltag vertrat er in sechs Begegnungen verletzte Stürmer. Außerdem wirkte er beim Achtelfinalrückspiel des ASK im Europokal der Landesmeister bei den Glasgow Rangers (1:4) als Linksaußenstürmer mit. Nachdem Karow die Saison mit dem Gewinn der erneuten Meisterschaft des ASK abgeschlossen hatte, wurde er aus der Armee entlassen und schloss sich der Betriebssportgemeinschaft (BSG) Lokomotive Stendal an. Die Stendaler waren zuvor aus der Oberliga abgestiegen und spielten 1962/63 in der zweitklassigen DDR-Liga, wo Karow nur in acht Spielen eingesetzt wurde, mit drei Toren aber mit zum Wiederaufstieg beitrug. In der Oberligasaison 1963/64 eroberte er sich mit 24 Einsätzen in 26 Punktspielen einen Stammplatz als Stürmer, den er bis 1969 verteidigen konnte. 1966 stand er mit der BSG Lok als halblinker Stürmer im Finale um den DDR-Fußballpokal, das die Stendaler mit 0:1 gegen die BSG Chemie Leipzig verloren. 1969 stieg Lok Stendal endgültig aus der Oberliga ab, Karow blieb noch drei Spielzeiten mit den Stendalern in der DDR-Liga aktiv, musste aber in den letzten beiden Durchgängen seinen Stammplatz in der 1. Mannschaft abgeben. Nachdem er 1970/71 noch zehn DDR-Liga-Spiele bestritten hatte, beendete er seine Laufbahn als Leistungssportler. Zwischen 1959 und 1971 hatte er 127 Oberligaspiele (31 Tore) und 58 DDR-Liga-Spiele (13 Tore) bestritten. In den 1970er Jahren war Karow noch mit der 2. Mannschaft in der drittklassigen Bezirksliga Magdeburg aktiv.